# 61º Regimento de Pioneiros
O 61º Regimento de Pioneiros foi um regimento de infantaria do Exército da Índia Britânica. Sua origem é de 1758, quando foi criado como o Primeiro Batalhão Costeiro de Sipaios.
O regimento tomou parte nas Guerras Carnáticas entre 1746 e 1763 e na Terceira Guerra Anglo-Mysore. Na Quarta Guerra Anglo-Mysore ele participou das batalhas de Seedaseer, Shrirangapattana, Nagpore e Ava. Atuou no Motim Indiano de 1857 e na Campanha da Índia Central. Suas participações em campanhas posteriores foram fora da Índia, quando o regimento atuou na Segunda Guerra Anglo-Afegã, na Segunda Guerra Anglo-Birmanesa e no Levante dos boxers. Durante a Primeira Guerra Mundial o regimento era parte da 9ª Divisão Indiana (Divisão de Secunderabad) na 27ª Brigada de Bangalore. Esta brigada serviu em lugares diferentes aos da sua divisão "materna" e serviu na África Oriental Britânica como parte da Força Expedicionária Indiana B. Após o retorno à Índia, o regimento tomou parte na Terceira Guerra Anglo-Afegã.
Após a Primeira Guerra Mundial, o governo indiano reformou seu exército movendo batalhões regimentais simples para batalhões regimentais múltiplos. Em 1922, o 61º Regimento de Pioneiros tornou-se o 1º Batalhão de Pioneiros de Madras, que foi debandado em 1933.

## Nomes Precursores
- 1º Batalhão Costeiro de Sipaios - 1758
- 1º Batalhão Carnático - 1769
- 1º Batalhão de Madras - 1784
- 1º Batalhão, 1º Regimento de Infantaria Nativa de Madras - 1796
- 1º Regimento de Infantaria Nativa de Madras - 1824
- 1º Regimento de Infantaria Nativa de Madras (Pioneiros) - 1883
- 1º Regimento de Infantaria Madras (Pioneiros) - 1885
- 1º Regimento de Pioneiros de Madras - 1901
- 61º Regimento de Pioneiros de Madras - 1903
- 61º Regimento de Pioneiros do Príncipe Wales - 1906